# استیوینگتون
استیوینگتون (به انگلیسی: Stevington) یک روستا و محله مدنی در بریتانیا است که در Bedford واقع شده‌است. استیوینگتون ۵۵۲ نفر جمعیت دارد.